# Tom Seaver
George Thomas „Tom“ Seaver (* 17. November 1944 in Fresno, Kalifornien; † 31. August 2020 in Calistoga, Kalifornien) war ein US-amerikanischer Baseballspieler in der Major League Baseball (MLB) auf der Position des Pitchers. Seine Spitznamen waren Tom Terrific und The Franchise.

## Leben
Seaver fiel schon in der High School als exzellenter Pitcher auf. Seinen Mangel an Größe und Kraft konnte er durch seine starke Kontrolle auf dem Werferhügel ausgleichen. Im College spielte er für das Fresno City College und die University of Southern California. 1966 unterschrieb er einen Vertrag mit den Atlanta Braves, der allerdings von der NCAA und dem Baseballcommissioner William Eckert für ungültig erklärt wurde. Sie erklärten, dass andere Teams, die Seaver die gleichen Konditionen wie die Braves anboten, ihn verpflichten konnten. Die New York Mets, Cleveland Indians und die Philadelphia Phillies waren an ihm interessiert und in einem Losverfahren erhielten die Mets den Zuschlag.
Sein erstes Spiel in der National League bestritt Tom Seaver am 13. April 1967. Er gewann in dieser Saison 16 Spiele von den 61, die sein Team in der ganzen Saison gewann. Nach diesen Leistungen wurde er zum Rookie des Jahres in der National League gewählt. 1968 gewann er wiederum 16 Spiele und konnte erstmals über 200 Strikeouts verbuchen. Diese Serie sollte neun Jahre anhalten. 
Seine erste richtig große Saison mit den Mets hatte er 1969. Mit 25 Siegen bei sieben Niederlagen und einem ERA von 2 führte er die NL in Siegen an. Am 9. Juli 1969 wäre ihm fast ein Perfect Game gelungen, das erst im 9. Inning von Jimmy Qualls von den Chicago Cubs verhindert wurde. Er wurde von der Zeitschrift Sports Illustrated zum Sportler des Jahres gewählt, ebenso von Associated Press, gewann den Cy Young Award der NL und die Mets den Titel in der NL East vor den Cubs. In der National League Championship Series besiegten die New Yorker die Atlanta Braves und trafen in der World Series auf die favorisierten Baltimore Orioles. Im ersten Spiel der Serie gab er gegen den ersten Schlagmann der Serie Don Buford einen Home Run ab und die Mets verloren das Spiel mit 1:4. Im Spiel vier konnte er in einem Spiel über 10 Innings einen 2:1-Erfolg für sich verbuchen. Insgesamt gewannen die Mets die Serie in fünf Spielen.
Am 22. April 1970 bekam er vor dem Spiel gegen die San Diego Padres seine Cy-Young-Trophäe überreicht. Im Spiel gelang ihm ein Rekord mit 19 Strikeouts, bei den letzten zehn Schlagmänner des Spiels gelang ihm dies sogar hintereinander. Seinen zweiten Cy Young Award gewann Seaver dann 1973. Er führte die Liga in ERA und Strikeouts an. Im ersten Spiel der National League Championship Series gelangen ihm 13 Strikeouts gegen die Cincinnati Reds, aber im achten und neunten Inning musste er Home Runs von Pete Rose und Johnny Bench zulassen, die zu einer 1:2-Niederlage der Mets führten. Im entscheidenden fünften Spiel konnte Seaver dann den Sieg für sich verbuchen. In der World Series gegen die Oakland Athletics zeigte er gute Leistungen, konnte aber keinen Sieg für sich verbuchen und sein Team unterlag.
1975 war seine letzte große Saison für die New York Mets. Mit einer Bilanz von 22 Siegen bei neun Niederlagen führte er die NL in Siegen und Strikeouts an und gewann seinen dritten Cy Young Award. Im Laufe der Saison 1976 überwarf sich Seaver mit dem Management der Mets und wurde dann am 15. Juni 1977 zu den Cincinnati Reds transferiert. Insgesamt kam er auf 20 Siege bei den Mets und den Reds in dieser Saison, seiner letzten, in der er diese Marke erreichte. Am 16. Juni 1978 warf Tom Seaver einen No-Hitter beim 4:0-Sieg gegen die St. Louis Cardinals. In der durch den Streik verkürzten Saison 1981 hatte Seaver eine Bilanz von 14-2 und damit die meisten Siege in der Liga. In einer kontroversen Entscheidung unterlag er beim Cy Young Award Fernando Valenzuela. 1983 transferierten ihn die Reds zurück zu den New York Mets. 
Den erneuten Zorn der Fans zog sich das Management der Mets nach dem Ende der Saison zu. Da sie nicht damit rechneten, dass ein anderes Team den 39-Jährigen verpflichten würde, ließen sie den Free Agent ungeschützt und die Chicago White Sox sicherten sich seine Dienste. Hier gewann er in den nächsten beiden Spielzeiten 15 und 16 Spiele. Am 4. August 1985 gewann er sein 300. Spiel im Yankee Stadium gegen die New York Yankees. Nach einem schwachen Start in die Saison 1986 wechselte er dann zum Ende seiner Karriere zu den Boston Red Sox. Sein letztes Spiel bestritt er am 19. September 1986. Aufgrund einer Knöchelverletzung konnte er an der World Series gegen die Mets nicht mehr teilnehmen.
1992 wurde Tom Seaver in die Baseball Hall of Fame gewählt. Nach seiner Spielerkarriere arbeitete er bei diversen Sendern als Kommentator. 

## Tod
Tom Seaver starb an COVID-19 und Lewy-Körper-Demenz. Ein Jahr zuvor zog er sich aufgrund fortschreitender Symptome seiner Demenz aus der Öffentlichkeit zurück. Er hinterließ seine Ehefrau und zwei Töchter.